# آري ماركيز
آري ماركيز (بالبرتغالية: Ary Marques‏) هو مدرب كرة قدم ولاعب كرة قدم برازيلي، ولد في 1 أبريل 1955 في Piraju ‏ في البرازيل. لعب مع مارسيليو دياس البحري ‏.